# Liste der Adels- und Patriziergeschlechter namens Gernet
Gernet ist der Name von nicht stammverwandten Adels- und Patriziergeschlechtern im deutschen Etymologie leitet den Namen über Gernot zu Gernet ab. Schon in den Nibelungentexten kommt es zur Nennung des Gernet.

## Pommerscher und estländischer Adel

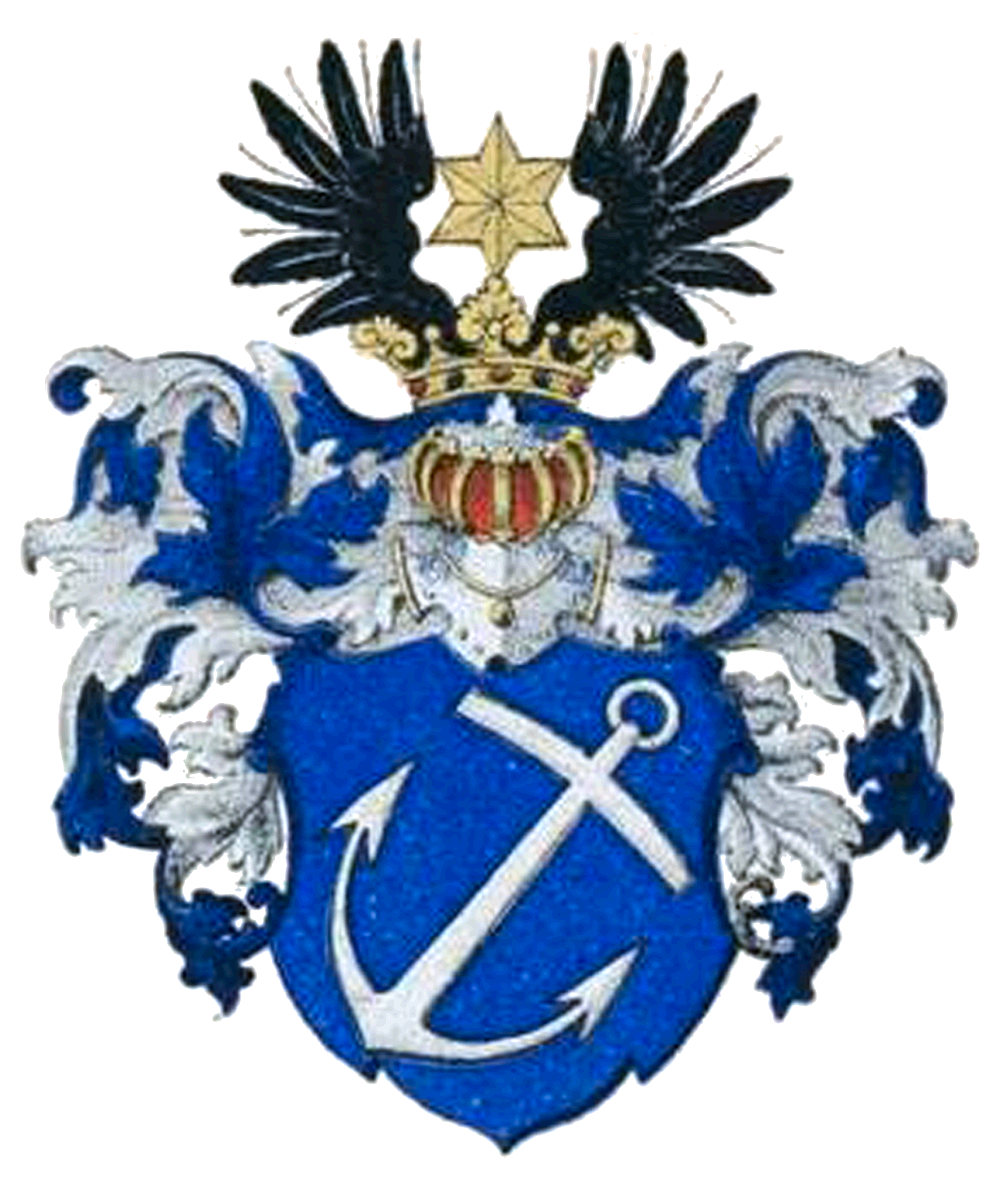
von Gernet, Estland

Joachim Gernet aus Pommern, wanderte nach Estland, Reval, aus. Er war Kreiskommissär in der Hansestadt Reval. Sein Sohn Karl Gottlieb Gernet (1700–1791) wurde am 1. Oktober 1761 von Kaiser Franz I. geadelt.

## Bürger der Schweiz
20. Jh., Bürger

Das bürgerliche Geschlecht kommt in der Schweiz in Hergiswil, Kriens, Luthern, Luzern, Nottwil, Pfaffnau, Rothenburg und Willisau vor. Die Wappendarstellung basiert auf einer Haus- und Hofmarke, sie wurden im 14. Jahrhundert von Wappen führenden Freibauern ins Wappen übernommen.
Das bürgerliche Wappen zeigt in hellblauem Schild ein weißes Kreuz auf Fussbalken und vier goldene Vierecksterne. Die Helmzier ist ein goldener offener Flug mittig die Hausmarke wie im Wappen. Die Helmdecken sind blau-golden.